# Jean-Maria Rakotondrasoa
Jean-Maria Rakotondrasoa MS (* 28. Februar 1914 in Betafo; † 24. August 2002) war Bischof von Antsirabé in Madagaskar.

## Leben
Jean-Maria Rakotondrasoa trat der Ordensgemeinschaft der Missionare Unserer lieben Frau von La Salette bei und empfing am 11. April 1939 die Priesterweihe.
Paul VI. ernannte ihn am 28. Februar 1974 zum Bischof von Antsirabé. Der Erzbischof von Tananarive, Jérôme Louis Kardinal Rakotomalala, weihte ihn am 12. Mai desselben Jahres zum Bischof; Mitkonsekratoren waren Jean-Guy Rakodondravahatra MS, Bischof von Ihosy, und Bernard Charles Ratsimamotoana MS, Bischof von Morondava.
Am 19. Juni 1989 nahm Papst Johannes Paul II. sein altersbedingtes Rücktrittsgesuch an.